# Tattenhoe
Tattenhoe är en ort i civil parish Shenley Brook End, i kommunen Milton Keynes, i grevskapet Buckinghamshire, i England. Tattenhoe var en civil parish fram till 1974 när blev den en del av Shenley Brook End och Whaddon. Civil parish hade 10 invånare år 1971.